# Der Sonderling
Der Sonderling ist ein deutscher Spielfilm von Walter Jerven aus dem Jahr 1929.
Die Hauptrollen in diesem Stummfilm spielen Karl Valentin als Schneidergeselle Karl Valentin und Liesl Karlstadt als Paula Kuhn, die Ehefrau seines Chefs. Der Sonderling war der erste abendfüllende Spielfilm des damals bereits als Bühnenkomiker bekannten Karl Valentin.

## Handlung
Der Sonderling Karl Valentin arbeitet als Geselle bei Schneidermeister Kuhn. Er leidet darunter, dass die Frau seines Meisters ihm nachstellt. Sie klebt dem leidenschaftlichen Briefmarkensammler heimlich sein ersehntes Lieblingsstück ins Album. Weil einem Kunden die zum Kauf erforderliche Geldsumme entwendet wurde, wird Valentin irrtümlich als Dieb verhaftet. Das stört sein seelisches Gleichgewicht empfindlich. Obwohl man ihn wieder entlässt, will er Selbstmord begehen. Er unternimmt mehrere Selbstmordversuche, die alle aus technischen Gründen scheitern. Er setzt sich mit einem Stuhl auf einen Tisch, um sich mit dem Gas der Gaslampe zu vergiften. Aber das Gas wurde abgestellt. Zum Erhängen ist der Strick zu kurz. Eine Motorradfahrt mit der liebestollen Meisterin lehnt er indessen ab: „Ich bin doch nicht lebensmüde!“

## Produktion
Der Film wurde von Walter Jerven und Franz Osten bei der Union-Film-Co. mbH (München) unter der Produktionsleitung von Franz Osten produziert. Die Bauten stammen von Peter Rochelsberg. Die Dreharbeiten fanden im Atelier Geiselgasteig München statt. Der Film wurde am 28. Dezember 1929 im Gloria-Palast München mit einer Einführung von Johannes Eckardt uraufgeführt.

## Rezeption
Der Film erhielt am 26. Februar 1930 von der Lichtbildstelle München das Filmprädikat „künstlerisch“.
Wilhelm Kristl schrieb in der Münchener Post: „Walter Jerven hat zusammen mit Kameramann Gottschalk einen Film geschaffen, dem der Erfolg sicher ist. Eine an Überraschungen und urkomischen Situationen reiche Handlung. Gut gespielt und gut photographiert.“ Paul Marcus schreibt in der Neuen Berliner Zeitung: „Nicht zu Unrecht hat man diesen ersten neuen Karl Valentin-Film in Berlin nicht uraufgeführt; er eignet sich wirklich nicht für eine Premiere. (…) (Jerven) ist völlig bei den Anfängen des Films stehen geblieben. Nichts vermag er aus diesem langnasigen, langbenigen Kerl herauszuholen.“